# Jehuda Gruenfeld
Jehuda Gruenfeld (hebr. יהודה גרינפלד, ang. Yehuda Gruenfeld, ur. 28 lutego 1956 w Dzierżoniowie) – izraelski szachista urodzony w Polsce, arcymistrz od 1980 roku.

## Kariera szachowa
Od końca lat 70. do początku 90. XX wieku należał do ścisłej czołówki izraelskich szachistów. Pomiędzy 1978 a 1992 rokiem sześciokrotnie (w tym 2 razy na I szachownicy) reprezentował swój kraj na szachowych olimpiadach, zdobywając 31½ pkt w 59 partiach. Wystąpił również dwukrotnie w drużynowych mistrzostwach Europy (1980 i 1989 - na I szachownicy). W latach 1979 (w Rydze) i 1987 (w Zagrzebiu) brał udział w turniejach międzystrefowych (eliminacji mistrzostw świata, zajmując odpowiednio XII i X miejsce. W latach 1982 i 1990 dwukrotnie zdobył złote medale w indywidualnych mistrzostwach kraju, poza tym w roku 1984 zdobył srebrny, a w 1986 - brązowy medal w finałowych turniejach.
Na przełomie 1974 i 1975 reprezentował Izrael w rozegranych w Groningen mistrzostwach Europy juniorów do lat 20, w których zajął VIII miejsce. W 1977 triumfował w Netanji (turniej B), w 1978 zajął I m. w Gausdal, w 1979 zajął II m. (za Robertem Hübnerem) w turnieju strefowym w Lucernie, natomiast w 1980 zwyciężył w Biel. W kolejnych latach sukcesy odniósł m.in. w Nowym Jorku (1981, memoriał Edwarda Laskera, I m.), Gausdal (1982, dz. III m. za Leifem Ogaardem i Nickiem de Firmianem), Dortmundzie (1984, I m.), Beer Szewie (1985, turniej strefowy, dz. I m. wraz z Eliahu Shvidlerem, Ralfem Lau i Lwem Gutmanem), Filadelfii (1985, World Open, dz. I m. wraz z Maximem Dlugy i Dmitrijem Gurewiczem), Biel (1986, turniej JMT, dz. II m. wrqz z Aldo Haikiem, za Stefanem Kindermannem), Hendersonville (1986, dz. I m. wraz z Joelem Benjaminem i Siergiejem Kudrinem), Holonie (1986, dz. I m. wraz z m.in. Jakowem Murejem i Geraldem Hertneckiem), Monachium (1987, turniej strefowy, I m.), Riszon Le Syjon (1992, dz. I m. wraz z Alonem Greenfeldem i 1994, dz. I m. wraz z Joną Kosaszwili), Tel Awiwie (1992, turniej B, II m. za J.Kosaszwili), Herclijji (1993, dz. II m. wraz z Walerijem Beimem, za Uwe Bönschem), Nowym Jorku (2001, dz. III m. wraz z Leonidem Judasinem, za Iriną Krush i Igorem Nowikowem) i w Giwatajim (2004, dz. I m. wraz z Jewgienijem Postnym).
W 2010 r. po raz siódmy w karierze wystąpił w turnieju olimpijskim, w reprezentacji Międzynarodowego Komitetu Szachistów Niesłyszących (ICSC).
Najwyższy ranking w karierze osiągnął 1 lipca 1986 r., z wynikiem 2550 punktów dzielił wówczas 42. miejsce na światowej liście FIDE, jednocześnie zajmując 1. miejsce wśród izraelskich szachistów.